# Galatasaray Spor Kulübü 2015-2016 (pallavolo maschile)
Questa voce raccoglie le informazioni riguardanti il Galatasaray Spor Kulübü nelle competizioni ufficiali della stagione 2015-2016.

## Organigramma societario
Area direttiva
- Presidente: Dursun Özbek

Area tecnica
- Allenatore: Nedim Özbey
- Allenatore in seconda: Umut Çakır
- Assistente allenatore: Cihan Çintay
- Scoutman: Mert Altıntaş

## Rosa
| N° | Nome             | Ruolo | Data di nascita   | Nazionalità sportiva |
| -- | ---------------- | ----- | ----------------- | -------------------- |
| 1  | Boğaçhan Zambak  | P     | 28 febbraio 1994  | Turchia              |
| 3  | Melih Sıratça    | O     | 12 febbraio 1996  | Turchia              |
| 4  | Murathan Kısal   | C     | 22 novembre 1989  | Turchia              |
| 5  | Doğukan Ulu      | C     | 30 ottobre 1995   | Turchia              |
| 5  | Inoslav Krnić    | P     | 14 gennaio 1979   | Croazia              |
| 6  | Igor Yudin       | S     | 17 giugno 1987    | Russia               |
| 6  | Halil Yücel      | S     | 24 novembre 1989  | Turchia              |
| 7  | Liberman Agámez  | O     | 15 febbraio 1985  | Colombia             |
| 8  | Onurcan Çakır    | L     | 27 settembre 1995 | Turchia              |
| 9  | Yasin Aydın      | S     | 11 luglio 1995    | Turchia              |
| 10 | Can Ayvazoğlu    | L     | 14 settembre 1979 | Turchia              |
| 11 | İbrahim Emet     | C     | 15 gennaio 1986   | Turchia              |
| 12 | Emin Gök         | C     | 15 febbraio 1988  | Turchia              |
| 14 | Eemi Tervaportti | P     | 26 luglio 1989    | Finlandia            |
| 15 | Adis Lagumdžija  | O     | 19 marzo 1999     | Turchia              |
| 16 | Joseph Sunder    | S     | 18 maggio 1989    | Stati Uniti          |
| 17 | İbrahim Akşeker  | C     | 5 febbraio 1987   | Turchia              |
| 18 | Milan Katić      | S     | 22 ottobre 1993   | Serbia               |

## Statistiche

### Statistiche di squadra
| Competizione     | Punti | In casa | In casa | In casa | In trasferta | In trasferta | In trasferta | Totale | Totale | Totale |
| Competizione     | Punti | G       | V       | P       | G            | V            | P            | G      | V      | P      |
| ---------------- | ----- | ------- | ------- | ------- | ------------ | ------------ | ------------ | ------ | ------ | ------ |
| Voleybol 1. Ligi | 27    | 10      | 6       | 4       | 11           | 3            | 8            | 27     | 13     | 14     |
| Coppa CEV        | -     | 1       | 1       | 0       | 1            | 0            | 1            | 2      | 1      | 1      |
| Totale           | -     | 11      | 7       | 4       | 12           | 3            | 9            | 29     | 14     | 15     |

G = partite giocate; V = partite vinte; P = partite perse

### Statistiche dei giocatori
| Giocatore      | Voleybol 1. Ligi | Voleybol 1. Ligi | Voleybol 1. Ligi | Voleybol 1. Ligi | Voleybol 1. Ligi | Coppa CEV | Coppa CEV | Coppa CEV | Coppa CEV | Coppa CEV | Totale | Totale | Totale | Totale | Totale |
| Giocatore      | P                | PT               | AV               | MV               | BV               | P         | PT        | AV        | MV        | BV        | P      | PT     | AV     | MV     | BV     |
| -------------- | ---------------- | ---------------- | ---------------- | ---------------- | ---------------- | --------- | --------- | --------- | --------- | --------- | ------ | ------ | ------ | ------ | ------ |
| L. Agámez      | 17               | 289              | 260              | 19               | 10               | 2         | 50        | 43        | 2         | 5         | 19     | 339    | 303    | 21     | 15     |
| İ. Akşeker     | 17               | 41               | 27               | 12               | 2                | 1         | 0         | 0         | 0         | 0         | 18     | 41     | 27     | 12     | 2      |
| Y. Aydın       | 11               | 101              | 77               | 17               | 7                | 2         | 14        | 10        | 2         | 2         | 13     | 115    | 87     | 19     | 9      |
| C. Ayvazoğlu   | 27               | 2                | 2                | 0                | 0                | 2         | 0         | 0         | 0         | 0         | 29     | 2      | 2      | 0      | 0      |
| O. Çakır       | 9                | 1                | 1                | 0                | 0                | 1         | 0         | 0         | 0         | 0         | 10     | 1      | 1      | 0      | 0      |
| İ. Emet        | 27               | 235              | 153              | 71               | 11               | 2         | 17        | 14        | 2         | 1         | 29     | 252    | 167    | 73     | 12     |
| E. Gök         | 25               | 144              | 83               | 49               | 12               | 2         | 20        | 11        | 6         | 3         | 27     | 164    | 94     | 55     | 15     |
| M. Katić       | 20               | 121              | 94               | 14               | 13               | 0         | 0         | 0         | 0         | 0         | 20     | 121    | 94     | 14     | 13     |
| M. Kısal       | 20               | 26               | 22               | 2                | 2                | -         | -         | -         | -         | -         | 20     | 26     | 22     | 2      | 2      |
| I. Krnić       | 5                | 0                | 0                | 0                | 0                | -         | -         | -         | -         | -         | 5      | 0      | 0      | 0      | 0      |
| A. Lagumdžija  | 6                | 4                | 4                | 0                | 0                | 1         | 0         | 0         | 0         | 0         | 7      | 4      | 4      | 0      | 0      |
| M. Sıratça     | 25               | 74               | 63               | 9                | 2                | 1         | 6         | 6         | 0         | 0         | 26     | 80     | 69     | 9      | 2      |
| J. Sunder      | 15               | 162              | 144              | 10               | 8                | -         | -         | -         | -         | -         | 15     | 162    | 144    | 10     | 8      |
| E. Tervaportti | 25               | 97               | 45               | 33               | 19               | 2         | 12        | 10        | 1         | 1         | 27     | 109    | 55     | 34     | 20     |
| D. Ulu         | 4                | 1                | 0                | 1                | 0                | 1         | 0         | 0         | 0         | 0         | 5      | 1      | 0      | 1      | 0      |
| H. Yücel       | 15               | 208              | 184              | 15               | 9                | -         | -         | -         | -         | -         | 15     | 208    | 184    | 15     | 9      |
| I. Yudin       | 10               | 94               | 79               | 8                | 7                | 2         | 20        | 13        | 3         | 4         | 12     | 114    | 92     | 11     | 11     |
| B. Zambak      | 25               | 7                | 0                | 0                | 7                | 2         | 0         | 0         | 0         | 0         | 27     | 7      | 0      | 0      | 7      |

P = presenze; PT = punti totali; AV = attacchi vincenti; MV = muri vincenti; BV = battute vincenti